# Сотир Дамянович
Сотир Дамянович (на гръцки: Σωτήριος Δαμιάνοβιτς, Сотириос Дамяновиц) е гръцки революционер от български произход, участник в Гръцката война за независимост.

## Биография
Сотир Дамянович е роден в Битоля. При избухването на Гръцкото въстание в 1822 година заминава за Олимп, начело на чета битолчани, и се сражава заедно с капитан Адамандиос Николау. Участва в Халкидическото въстание и защитата на Касандрия, по-късно в Негушкото въстание и след разгрома му през пролетта на 1822 година заминава за Южна Гърция. С четата си участва в много сражения в Западна Централна Гърция и Пелопонес. С идването на Йоанис Каподистрияс и създаването на редовна армия, става офицер.
В удостоверение от 13 април 1825 година, подписано от Христодулос Хадзипетрос, пише:
| „ | Още от началото на въстанието той грабна оръжието срещу неприятеля под командата на Гацо и Каратасо начело на 30 - 40 души, които издържаше на свои средства и участвуваше в боевете по ония места и при разгромяването на Негуш и след това последва поменатите началници до Аспропотамос, гдето остана под моя команда със своите 17 българи. Той участвува в боя при Крия Вриси и разни други престрелки, както и в боя при Стурнари с Джеладин бей през 1823 г. Той показа голяма храброст и героизъм и подир това ме последва в Пелопонес и Неокастрон. Оставих го вън с моя отред. Той взе петте българи, от които трима бяха убити вътре, и пак дойде с мен и отидохме при обсадата на Месолонгион, гдето го оставих вън с отреда, заедно с Караискакис и когато излязохме от обсадения Месолонгион, дойдохме заедно до Навплион. | “ |

След създаването на гръцката държава е принуден да се върне в Битоля, тъй като е отхвърлен като чужденец.